# Wspólnota administracyjna Bad Säckingen
Wspólnota administracyjna Bad Säckingen – wspólnota administracyjna (niem. Vereinbarte Verwaltungsgemeinschaft) w Niemczech, w kraju związkowym Badenia-Wirtembergia, w rejencji Fryburg, w regionie Hochrhein-Bodensee, w powiecie Waldshut. Siedziba wspólnoty znajduje się w mieście Bad Säckingen, przewodniczącym jej jest Martin Weissbrodt.
Wspólnota administracyjna zrzesza jedno miasto i trzy gminy:
- Bad Säckingen, miasto, 16 765 mieszkańców, 25,34 km²
- Herrischried, 2 743 mieszkańców, 37,50 km²
- Murg, 6 963 mieszkańców, 20,90 km²
- Rickenbach, 3 868 mieszkańców, 34,65 km²